# Kazanskoje (rejon kazański)
Kazanskoje (ros. Казанское) – wieś (sieło) w Rosji, w obwodzie tiumeńskim, ośrodek administracyjny rejonu kazańskiego. W 2010 liczyła 5932 mieszkańców.